# Hoài Tập
Hoài Tập (chữ Hán giản thể: 怀集县, âm Hán Việt: Hoài Tập huyện) là một huyện thuộc địa cấp thị Triệu Khánh, tỉnh Quảng Đông, Cộng hòa Nhân dân Trung Hoa. Hoài Tập có diện tích 3573 km², dân số năm 2002 là 930.000 người. Mã số bưu chính của huyện Hoài Tập là 526400. Huyện lỵ nằm ở trấn Hoài Thành. Về mặt hành chính, Hoài Tập được chia thành các đơn vị hành chính gồm 18 trấn và 1 hương dân tộc.
- Trấn: Hoài Thành, Liên Mạch, Trung Châu, Hiệp Thủy, Phượng Cương, Ao Tử, Thi Động, Kiều Đầu, Đại Cương, Lương Thôn, Cương Bình, Mã Ninh, Lãnh Hàng, Vấn Lang, Cam Tẩy, Vĩnh Cố, Áp Cương, Lan Chung.
- Hương dân tộc Dao và dân tộc Choang Hạ Soái.